# Copicucullia ruptifascia
Copicucullia ruptifascia là một loài bướm đêm trong họ Noctuidae.